# Ancistroceroides acuminatus
Ancistroceroides acuminatus är en stekelart som först beskrevs av Brethes.  Ancistroceroides acuminatus ingår i släktet Ancistroceroides och familjen Eumenidae. Inga underarter finns listade i Catalogue of Life.